# Kristine Lilly
Kristine Marie Lilly Heavey (Nova Iorque, 22 de julho de 1971) é uma ex-futebolista estadunidense que atuava como meio-campista.

## Carreira
Lilly é a recordista absoluta de atuações pela Seleção dos Estados Unidos, com mais de trezentos jogos disputados. Participou de Copas do Mundo de Futebol Feminino, sendo campeã em 1991 e 1999; também foi bicampeã olímpica - em 1996 e 2004 -, além de conquistar a medalha de prata em 2000.